# Blank & Jones
Blank & Jones zijn een Duits duo dat sinds 1995 elektronische muziek in verschillende stijlen maakt. Het duo bestaat uit Piet Blank (echte naam: Jan Pieter Blank), DJ Jaspa Jones (echte naam: René Runge), en producent Andy Kaufhold. Blank & Jones hebben tot op heden vierentwintig albums en bijna dertig singles uitgebracht.

## Samenwerking
Blank & Jones hebben samengewerkt met onder andere Robert Smith van The Cure, Anne Clark, Sarah McLachlan, Claudia Brücken van Propaganda, Pet Shop Boys, Elles de Graaf en Delerium. Ze hebben een bijdrage geleverd aan de Café del Mar compilatieserie, en daarnaast hun eigen chillout albums geproduceerd, de Relax serie.

## Succes
Het succes in de hitlijsten is deels gebaseerd op hun club-optredens, radioshows en andere live optredens, zoals Love Parade, Streetparade en Mayday. Hun succes is ook gestegen dankzij actieve beheerders op het Duitse Eins Live-TV en als co-host bij de muziekzender VIVA Club Rotation.

## Optredens
Blank & Jones treden regelmatig op bij grote festivals en feesten in Duitsland, Nederland, Polen en Rusland. Soms wordt er opgetreden in andere landen, zoals Canada, Mexico, en werelddelen Zuid-Amerika en Australië.
Piet Blank is tevens de gastheer van het twee uur durende radioprogramma Club Mix, dat wordt uitgezonden op internationale vluchten van Lufthansa.

## Discografie

### Albums
- 1999: In da Mix
- 2000: DJ Culture
- 2001: Nightclubbing
- 2002: Substance
- 2003: Relax
- 2004: Monument
- 2005: Relax
- 2006: The Singles
- 2007: Relax Edition 3
- 2008: The Logic of Pleasure
- 2009: Relax Edition 4
- 2009: Eat Raw for Breakfast
- 2009: Reordered

- 2010: Relax Edition 5
- 2010: Chilltronica No 2
- 2011: Relax Edition Six
- 2012: Relax Edition Seven
- 2012: Relax-Jazzed
- 2013: Relax - A Decade 2003-2013 - Remixed & Mixed
- 2013: Relax - The Best of a Decade 2003-2013
- 2014: Relax Edition Eight
- 2015: Relax Edition Nine
- 2016: Dom
- 2017: Relax Edition Ten
- 2018: Relax Edition Eleven
- 2020: Relax Edition Twelve

### Singles
- 1997: Sunrise
- 1998: Heartbeat
- 1998: Flying to the Moon
- 1999: Cream
- 1999: After Love
- 2000: The Nightfly
- 2000: DJ Culture
- 2000: Sound of Machines
- 2001: Beyond Time
- 2001: DJs, Fans & Freaks
- 2001: Nightclubbing
- 2002: Desire
- 2002: Watching the Waves
- 2002: Suburban Hell
- 2002: The Hardest Heart (met Anne Clark)
- 2003: A Forest (met Robert Smith)
- 2003: Summer Sun (alleen op vinyl uitgebracht)
- 2004: Mind of the Wonderful (met Elles de Graaf)
- 2004: Perfect Silence (met Bobo)

- 2005: Revealed (met Steve Kilbey)
- 2006: Catch (met Elles de Graaf)
- 2006: Sound of Machines 2006
- 2008: Miracle Cure (met Bernard Sumner)
- 2008: California Sunset
- 2008: Where You Belong (met Bobo)
- 2009: Relax (Your Mind) (met Jason Caesar)
- 2009: Lazy Life (met Jason Caesar)
- 2010: Miracle Man (met Cathy Battistessa)
- 2011: Pura Vida (met Jason Caesar)
- 2012: Happiness (met Cathy Battistessa)
- 2016: April
- 2017: Glow
- 2018: (Reach Up for the) Sunrise
- 2018: Our Love (met Emma Brammer)
- 2018: One
- 2018: Feel Like Makin' Love (met Zoe Dee)
- 2018: Love from the Start (met Jan Löchel)